# Le Piège (film, 1961)
Pour les articles homonymes, voir Le Piège.
Pour plus de détails, voir Fiche technique et Distribution.
Le Piège (une bête à nourrir) (飼育, Shiiku) est un film japonais adapté du roman du même nom de Ôe Kenzaburô et réalisé par Nagisa Ōshima, sorti en 1961.

## Synopsis
En 1945, au Japon, un pilote américain noir dont l'avion vient de s'écraser est recueilli par des paysans dans un village de montagne. Il est d'abord maintenu en captivité avant de devenir le "gibier d'élevage" du titre, considéré comme une bête humaine par les villageois.

## Fiche technique
- Titre : Le Piège (une bête à nourrir)
- Titre original : 飼育 (Shiiku?)
- Réalisation : Nagisa Ōshima
- Scénario : Toshirō Ishidō, Tsutomu Tamura, Teruaki Tomatsu et Toshio Matsumoto d'après le roman Gibier d'élevage de Kenzaburō Ōe
- Production : Masayuki Nakajima et Saburo Tajima
- Musique : Riichiro Manabe
- Photographie : Yoshitsugu Tonegawa
- Montage : Miyuri Miyamori
- Pays d'origine : Japon
- Format : Noir et blanc - 2,35:1 - Mono - 35 mm
- Genre : Drame
- Durée : 105 minutes
- Date de sortie : 22 novembre 1961 (Japon)

## Distribution
- Rentaro Mikuni : Kazumasa Takano
- Hugh Hard : le soldat noir
- Toshirō Ishidō : Jiro
- Yoshi Katō : Yoichi Kokubo
- Teruko Kishi : Masu Tsukada
- Akiko Koyama : Hiroko Ishii
- Yōko Mihara : Sachiko Tsukada